# جاواگراند
جاواگراند (انگلیسی: Javaground) یک شرکت ارائه‌دهنده خدمات توسعه و انتقال بازی موبایل بود.این شرکت خود نیز بازی‌های موبایل نیز تولید می‌کرد.به علت مشکلات مالی شرکت در مارس ۲۰۱۰ منحل شد و از اوایل سال ۲۰۱۱ سایت آن در دسترس نیست.